# Tina Lipicer
Tina Lipicer est une joueuse de volley-ball slovène, née le 9 octobre 1979 à Šempeter pri Gorici. Elle mesure 1,81 m et joue au poste d'attaquante.

## Clubs
| Club                      | De        | À         |
| ------------------------- | --------- | --------- |
| OK Hit Nova Gorica        | 2000-2001 | 2001-2002 |
| Pallavolo Corridonia      | 2002-2003 | 2002-2003 |
| Sassuolo Volley           | 2003-2004 | 2003-2004 |
| Team Volley Imola         | jan 2004  | mai 2004  |
| Pallavolo Corridonia      | 2004-2005 | 2004-2005 |
| PTPS Piła                 | 2005-2006 | 2005-2006 |
| Muszynianka Muszyna       | 2006-2007 | 2006-2007 |
| CSKA Moscou               | 2007-2008 | 2008-2009 |
| Giannino Pieralisi Volley | jan 2009  | mai 2009  |
| FV Castellana Grotte      | 2009-2010 | 2009-2010 |
| VK Modřanská Prostějov    | 2010-2011 | 2010-2011 |
| Racing Club de Cannes     | 2011-2012 | 2011-2012 |
| Azerrail Bakou            | 2012-2013 | 2012-2013 |
| Volley 2002 Forlì         | jan 2013  | mai 2013  |
| VBC Casalmaggiore         | 2013-2014 | 2013-2014 |
| Pallavolo Scandicci       | 2014-2015 | 2014-2015 |
| OK Kamnik                 | 2016-2017 | 2016-2017 |
| GEN-I Volley              | 2018-2019 | …         |

## Palmarès
- Challenge Cup (1)
  - Vainqueur : 2009.
- Ligue des champions
  - Finaliste : 2012.
- Championnat de République tchèque
  - Vainqueur : 2011.
- Coupe de République tchèque
  - Vainqueur : 2011.
- Coupe de France (1)
  - Vainqueur : 2012.
- Championnat de France (1)
  - Vainqueur : 2012.
- Championnat de Slovénie
  - Finaliste : 2019.